# Vipers de Rio Grande Valley
Les Vipers de Rio Grande Valley (Rio Grande Valley Vipers en anglais) sont une équipe franchisée de la NBA Gatorade League, ligue américaine mineure de basket-ball créée et dirigée par la NBA. L'équipe est domiciliée à Edinburg, Texas.

## Historique
A la fin du printemps 2007, la D-League annonce une nouvelle franchise d'expansion à Hidalgo, nommée les Vipers de Rio Grande Valley.
Pour leurs deux premières saisons, ils terminent à 21 victoires pour 29 défaites, ne se qualifiant pas pour les playoffs.
En 2009, les Rockets de Houston prennent le contrôle des opérations basket de l'équipe grâce à une affiliation unique, bien que la franchise demeure la propriété d'Alonzo Cantu .
Les effets se font immédiatement sentir car dès la saison 2009-2010 ils réussissent un exercice éblouissant. Menés par Mike Harris et le coache de l'année Chris Finch, ils remportent la conférence ouest, et se qualifient pour la première fois pour les playoffs.
Là, ils battent successivement les Bighorns de Reno et les Toros d'Austin, avant de sweeper les 66ers de Tulsa en finale .
En 2013, ils remportent leur second titre face aux Warriors de Santa Cruz. Andrew Goudelock les aide bien et est choisi comme meilleur joueur de la ligue.
En novembre 2013, ils annoncent que Gianluca Pascucci devient manager général, et Nevada Smith entraîneur ,.
Le 26 février 2015, une nouvelle salle se construit dans la ville voisine d'Edinburg, la Bert Ogden Arena. Prévue à l'origine pour être terminée pour octobre 2016, elle doit comporter 8500 places, ainsi qu'une annexe d'entraînement. Avec un peu de retard, les Vipers peuvent l'investir au début de la saison 2019-2019. Elle aura coûté 88 millions de dollars .
Le 12 avril 2019, la franchise remporte son troisième titre, après une dernière rencontre face aux Nets de Long Island .

### Logos

Logo des Vipers de Rio Grande Valley

## Résultats sportifs

### Palmarès
| Palmarès des Vipers de Rio Grande Valley                                                                       |
| - NBA Gatorade League : - 13 participations - Champion : - 2010, 2013, 2019, 2022. - Finaliste : - 2011, 2017. |

### Saison par saison
| Vipers de Rio Grande Valley |                           |                           |     |     |      |                 |  |
| 2007–2008                   | Southwestern              | 5e                        | 21  | 29  | .420 |                 |  |
| 2008–2009                   | Southwestern              | 4e                        | 21  | 29  | .420 |                 |  |
| 2009–2010                   | Western                   | 1er                       | 34  | 16  | .680 | Champions       |  |
| 2010–2011                   | Western                   | 2e                        | 33  | 17  | .660 | Finalistes      |  |
| 2011–2012                   | Western                   | 5e                        | 24  | 26  | .480 |                 |  |
| 2012–2013                   | Central                   | 1er                       | 35  | 15  | .700 | Champions       |  |
| 2013–2014                   | Central                   | 3e                        | 30  | 20  | .600 | Demi-finalistes |  |
| 2014–2015                   | Southwest                 | 3e                        | 27  | 23  | .540 |                 |  |
| 2015–2016                   | Southwest                 | 2e                        | 29  | 21  | .580 | 1er tour        |  |
| 2016–2017                   | Southwest                 | 2e                        | 32  | 18  | .640 | Finalistes      |  |
| 2017–2018                   | Southwest                 | 2e                        | 29  | 21  | .580 | Demi-finalistes |  |
| 2018–2019                   | Southwest                 | 1er                       | 34  | 16  | .680 | Champions       |  |
| Bilan en saison régulière   | Bilan en saison régulière | Bilan en saison régulière | 317 | 233 | .576 |                 |  |
| Bilan en Playoffs           | Bilan en Playoffs         | Bilan en Playoffs         | 31  | 16  | .660 |                 |  |

## Personnalités et joueurs du club

### Entraîneurs successifs
Le tableau suivant présente la liste des entraîneurs du club depuis 2007.
| # | Entraîneur               | Période   | Saison régulière | Saison régulière | Saison régulière | Saison régulière | Playoffs | Playoffs | Playoffs | Playoffs | Récompenses |
| # | Entraîneur               | Période   | M                | V                | D                | %                | M        | V        | D        | %        | Récompenses |
| - | ------------------------ | --------- | ---------------- | ---------------- | ---------------- | ---------------- | -------- | -------- | -------- | -------- | ----------- |
| 1 | Bob Hoffman (en)         | 2007–2008 | 50               | 21               | 29               | .420             | -        | -        | -        | -        |             |
| 2 | Clay Moser (en)          | 2007–2008 | 50               | 21               | 29               | .420             | -        | -        | -        | -        |             |
| 3 | Chris Finch              | 2009–2011 | 100              | 67               | 33               | .670             | 16       | 11       | 5        | .688     |             |
| 4 | Nick Nurse               | 2011–2013 | 100              | 59               | 41               | .590             | 6        | 6        | 0        | 1.000    |             |
| 5 | Nevada Smith             | 2013–2015 | 100              | 57               | 43               | .570             | 6        | 3        | 3        | .500     |             |
| 6 | Matt Brase (en)          | 2015–2018 | 150              | 90               | 60               | .600             | 14       | 7        | 7        | .500     |             |
| 7 | Joseph Blair             | 2018–2019 | 50               | 34               | 16               | .680             | 5        | 4        | 1        | .800     |             |
| 8 | Mahmoud Abdelfattah (en) | 2019–     | -                | -                | -                | -                | -        | -        | -        | -        |             |

### Joueurs célèbres ou marquants
- Marcus Morris (2012)
- Patrick Beverley (2013)
- Isaiah Canaan (2013)
- K. J. McDaniels (2015)
- Montrezl Harrell (2015)
- Sam Dekker (2016)
- Aaron Brooks (2007)
- Steve Novak (2007)
- C. J. Watson (2007-2008)
- Cedric Simmons (2008)
- Shannon Brown (2008)
- Mike Harris (2009-2010)
- Jared Jordan (2008-2009)
- Mouhammad Faye (2010-2011)
- Clint Capela (2014-2015)